# Polyandrocarpa misakiensis
Polyandrocarpa misakiensis is een zakpijpensoort uit de familie van de Styelidae. De wetenschappelijke naam van de soort is voor het eerst geldig gepubliceerd in 1972 door Watanabe & Tokioka.